# إميلي ليو
إميلي ليو (بالصينية: 劉慧卿) (و. 1952  م) هي سياسية، وصحفية، وJustice of the Peace، من الصين، ولدت في هونغ كونغ.

## مناصب
تولت منصب عضو المجلس التشريعي لهونغ كونغ.

## التعليم
تعلمت في جامعة جنوب كاليفورنيا، وكلية لندن للاقتصاد، وجامعة لندن.

## جوائز
حصلت على جوائز منها:
- جائزة مونيسمانين [الإنجليزية]‏ (2003)
- جائزة برونو كرايسكي لحقوق الإنسان.